# Talia Shire
Talia Rose Shire (født Talia Rose Coppola 25. april 1946) er en amerikansk skuespillerinde. Hun er bedst kendt for rollen som "Adrian" i Rocky-filmene, hvor hun spillede kæresten og siden konen til Sylvester Stallone. Hun medvirkede også i Godfather-serien, hvor hun havde rollen som Connie Corleone. 
Hun har også medvirket i film som I ♥ Huckabees (2004), Kiss the Bride (2002) og Homo Erectus fra 2007. 
Talia Shires pigenavn var Coppola, hun er søster til filmproducenten Francis Ford Coppola og litteraten August Coppola, tante til skuespilleren Nicolas Cage og instruktøren Sofia Coppola, og niece til komponisten og dirigenten Anton Coppola. Hun blev gift med komponisten David Shire, med hvem hun fik en søn, Matthew Orlando Shire. Fra sit andet ægteskab, med den nu afdøde producent Jack Schwartzman, har hun to andre sønner, Robert Schwartzman og Jason Schwartzman, der begge er både skuespillere og musikere.